# ナポリよいとこ
『ナポリよいとこ』（Neapolitan Mouse, 1954年10月2日）は、『トムとジェリー』の作品のひとつ。劇場公開時の題は『ナポリの豪傑ねずみ』。日本においては2025年1月1日以降パブリックドメインである。

## スタッフ
- 監督 - ウィリアム・ハンナ、ジョセフ・バーベラ
- 製作 - フレッド・クインビー
- 作画 - ケネス・ミューズ、エド・バージ、レイ・パターソン、アーヴン・スペンス
- 背景 - ジョン・ディドリック・ジョンソン
- 音楽 - スコット・ブラッドリー

## 作品内容
トムとジェリーはナポリに観光に来ていた。船を下りていつものドタバタを始めるが、トムがジェリーをフライパンでぶちのめしたところをそこの住人であるネズミ・トポにトムは成敗される。トポから逃げた先でトムは青い犬に虐められていたが、この青犬もトポが完膚なきまでに叩きのめして場を収める。
トポは弱い者いじめを許さない正義感の強いネズミ。彼らがあの有名な「トムとジェリー」だと気づいたトポは、彼らにナポリの名所を案内する。
そんな彼らを行く先々でストーキングしていたのは、あの青犬とその仲間たち。トポは彼らに気づき逃げ出す。そこでトム、ジェリー、トポは協力して大きなチーズを転がして青犬たちを海に落下させ、成敗することに成功。と、そこで船の汽笛が鳴り響く。トムとジェリーは、観光案内をしてくれたトポに手を振りつつ、ナポリに別れを告げアメリカへと帰っていった。手を振るトポ、そしてその後ろで青犬と仲間たちも海から顔を出し「Arrivederci!(また会おうな！)」と手を振るのであった。

## 登場キャラクター
トム
ジェリーと一緒にナポリを訪れるが、いつものようにジェリーを叩きのめしていたところをトポに懲らしめられる。ジェリー共々「漫画界のスター」として有名だった事からトポと和解。最後はジェリー・トポと協力し、巨大チーズを転がして青い犬たちを追い払った。
ジェリー
トムと一緒にナポリ観光を楽しむが、ここでも例によってトムにいじめられる。その後はトムを懲らしめたトポにナポリの街を案内してもらい、アメリカ行きの船が出港する直前には巨大チーズを転がして青い犬と2匹の犬を追い払った。
トポ
ナポリに住んでいる、正義感が強い灰色のネズミ。ジェリーをフライパンで叩きのめしたトムと、そのトムをいじめた青い犬を成敗。後に彼らが漫画スターの「トムとジェリー」であることを知ると、彼らをもてなしてナポリの街を案内。最後はトム・ジェリーと協力してチーズを転がし犬を追い払い、アメリカへ帰国するトムとジェリーを見送った。
青い犬と2匹の仲間の犬
トポに成敗された後、仲間を2匹（白い犬とオレンジ色の小柄な犬）連れて復讐を企むも、トムらに巨大チーズで返り討ちにされる。3匹とも根は陽気でありトポの後ろでアメリカへ帰国するトムとジェリーを笑顔で見送った。

## 備考
シリーズでも極めて珍しい実在する都市（ナポリ）を舞台とした作品である。ナポリが舞台ということもあり、サン・カルロ劇場、ヴェスヴィオ山や巨人の噴水、ニシダ島といった実在の観光名所が作中に登場する。

## 日本でのテレビ放映
TBS系列及び他系列で、1964年～1990年頃まで時折放映された。DVDにも収録されている。